# Bengt Wiklund
Bengt Olof Wiklund, född 5 januari 1919 i Nora socken, Ångermanland, död 2 januari 1996 i Härnösands domkyrkoförsamling, var en svensk tidningsredaktör och politiker (socialdemokrat). 
Wiklund var riksdagsledamot 1966–1985, invald i Västernorrlands läns valkrets, varav åren  1966–1970 som ledamot av riksdagens andra kammare. Han är begravd på Härnösands nya kyrkogård.